# Марко Раямякі
Марко Раямякі (фін. Marko Rajamäki, нар. 3 жовтня 1968, Гетеборг) — фінський футболіст, що грав на позиції нападника. По завершенні ігрової кар'єри — тренер.
Виступав, зокрема, за клуби «ТПС» та «Грінок Мортон», а також національну збірну Фінляндії.
Володар Кубка Фінляндії.

## Клубна кар'єра
Народився 3 жовтня 1968 року в місті Гетеборг. Вихованець футбольної школи клубу «ТПС». Дорослу футбольну кар'єру розпочав 1986 року в основній команді того ж клубу, в якій провів три сезони, взявши участь у 75 матчах чемпіонату.  Більшість часу, проведеного у складі «ТПС», був основним гравцем атакувальної ланки команди. У складі «ТПС» був одним з головних бомбардирів команди, маючи середню результативність на рівні 0,33 гола за гру першості.
Згодом з 1989 по 1994 рік грав у складі команд «Лолетану», «ТПС» та «МюПа».
Своєю грою за останню команду привернув увагу представників тренерського штабу клубу «Грінок Мортон», до складу якого приєднався 1994 року. Відіграв за команду з Грінока наступні три сезони своєї ігрової кар'єри. Граючи у складі «Грінок Мортон» також здебільшого виходив на поле в основному складі команди.
Протягом 1997—2001 років захищав кольори клубів «Інтер» (Турку), «Цвікау», «Лівінгстон», «Гамільтон Академікал», «Інтер» (Турку), «ТПС» та «Сальпа».
Завершив ігрову кар'єру у команді «ТПС», у складі якої вже виступав раніше. Повернувся до неї 2002 року та припиив виступи у тому ж році.

## Виступи за збірні
У 1984 році дебютував у складі юнацької збірної Фінляндії (U-15), загалом на юнацькому рівні взяв участь у 25 іграх, відзначившись 8 забитими голами.
Протягом 1988–1989 років залучався до складу молодіжної збірної Фінляндії. На молодіжному рівні зіграв у 6 офіційних матчах.
У 1993 році дебютував в офіційних матчах у складі національної збірної Фінляндії.
Загалом протягом кар'єри в національній команді, яка тривала 3 роки, провів у її формі 16 матчів, забивши 3 голи.

## Кар'єра тренера
Розпочав тренерську кар'єру невдовзі по завершенні кар'єри гравця, 2003 року, увійшовши до тренерського штабу клубу «ТПС».
Протягом тренерської кар'єри також очолював команди «ТПС» та «КуПС».
Наразі останнім місцем тренерської роботи був клуб «КуПС», головним тренером команди якого Марко Раямякі був з 2014 по 2016 рік.

## Титули і досягнення

### Як гравця
- Володар Кубка Фінляндії (1):

«ТПС»: 1991